# リース・ウィリアムズ (2001年生のサッカー選手)
リース・ウィリアムズ（Rhys Williams, 2001年2月3日 - ）は、イングランド・ランカシャー州プレストン出身のサッカー選手。リヴァプールFC所属。ポジションはDF。

## クラブ経歴
10歳の時にリヴァプールFCのユースアカデミーに入所。2019時にプロ契約を締結し、ナショナルリーグ・ノース (6部リーグ)のキダーミンスター・ハリアーズFCへのローン移籍が決定し、プロデビュー。
2020年9月2日にリヴァプールと正式に契約。2020-21シーズン当初はU-23リーグでプレーしていたが、9月24日のカラバオカップ3回戦のリンカーン・シティFC戦に先発し、トップチームデビューすると、続く4回戦のアーセナルFCでも120分フル出場した。10月21日のUEFAチャンピオンズリーグのグループリーグ戦のアヤックス・アムステルダム戦でベンチ入りし、後半ロスタイムから交代出場してCLデビューを果たした。続く28日のCL第2節のFCミッティラン戦では、前半30分に負傷したファビーニョとの交代で出場し、試合も2-0で勝利した。試合後、DF陣に更に負傷者が増えたことを受けて、監督ユルゲン・クロップはウィリアムズら若手にチャンスを与える事を明言。11月3日のCL第3節のアタランタBC戦では先発で起用され、敵地で5-0の完封勝利に貢献した。結果CLではグループリーグ6試合全試合に出場した。12月16日にはリーグ13節トッテナム・ホットスパー戦に先発出場し、リーグ戦デビューを飾った。
2021-22シーズンはスウォンジー・シティAFCへレンタル移籍。だが思うような出場機会が得られなかったため、2022年1月20日にスウォンジーとの契約を打ち切りリヴァプールへ復帰した。
2022年7月19日、ブラックプールFCへレンタル移籍。

## 代表経歴
2019年から、ユース世代のイングランド代表に招集されている。

## 個人成績
| クラブ           | シーズン | リーグ                   | リーグ戦 | リーグ戦 | カップ戦 | カップ戦 | リーグ杯 | リーグ杯 | 国際大会 | 国際大会 | その他 | その他 | 合計 | 合計 |
| クラブ           | シーズン | リーグ                   | 出場     | 得点     | 出場     | 得点     | 出場     | 得点     | 出場     | 得点     | 出場   | 得点   | 出場 | 得点 |
| ---------------- | -------- | ------------------------ | -------- | -------- | -------- | -------- | -------- | -------- | -------- | -------- | ------ | ------ | ---- | ---- |
| リヴァプール     | 2019-20  | プレミアリーグ           | 0        | 0        | 0        | 0        | 0        | 0        | 0        | 0        | 0      | 0      | 0    | 0    |
| リヴァプール     | 通算     | 通算                     | 0        | 0        | 0        | 0        | 0        | 0        | 0        | 0        | 0      | 0      | 0    | 0    |
| キダーミンスター | 2019-20  | ナショナルリーグ・ノース | 26       | 1        | -        | -        | -        | -        | -        | -        | 0      | 0      | 26   | 1    |
| キダーミンスター | 通算     | 通算                     | 26       | 1        | -        | -        | -        | -        | -        | -        | 0      | 0      | 26   | 1    |
| リヴァプール     | 2020-21  | プレミアリーグ           | 9        | 0        | 2        | 0        | 2        | 0        | 6        | 0        | 0      | 0      | 19   | 0    |
| リヴァプール     | 通算     | 通算                     | 9        | 0        | 2        | 0        | 2        | 0        | 6        | 0        | 0      | 0      | 19   | 0    |
| 総通算           | 総通算   | 総通算                   | 35       | 1        | 2        | 0        | 2        | 0        | 6        | 0        | 0      | 0      | 45   | 1    |